# Смолокуровка (Томская область)
Смолокуровка — исчезнувшая деревня в Молчановском районе Томской области России. На момент упразднения входила в состав Суйгинского сельского поселения. Упразднена в 2004 г.

## География
Располагалась на правом берегу реки Чулым ниже впадения в нее реки Лейдега, в 13 км (по прямой) к юго-западу от села Суйга.

## История
Основана в 1900 г. В 1926 году состояла из 17 хозяйств, основное население — русские. В административном отношении являлась центром Смолокуровского сельсовета Молчановского района Томского округа Сибирского края.
В соответствии с Законом Томской области от 9 сентября 2004 года № 196-ОЗ «О наделении статусом муниципального района, сельского поселения и установлении границ муниципальных образований на территории Молчановского района» село вошло в состав Суйгинского сельского поселения.
В 2004 году, согласно Закону Томской области от 29 июля 2004 года № 1363 деревня исключена из учётных данных.

## Население
| 1926 | 1939 | 1952 | 1959 | 1970 | 1979 | 1989 |
| ---- | ---- | ---- | ---- | ---- | ---- | ---- |
| 93   | ↗101 | ↗160 | ↘140 | ↘70  | ↘5   | ↘1   |
| 2002 |      |      |      |      |      |      |
| ↘0   |      |      |      |      |      |      |